# Escroto
El escroto o saco escrotal es un conjunto de envolturas que cubren y alojan a los testículos y vías excretoras fuera del abdomen en los mamíferos machos. Esta zona de la piel tiene forma de saco o bolsa, está cubierta de vello púbico y presenta características particulares que la diferencian de la que cubre al resto del organismo: como su respuesta a los cambios de temperatura o a la excitación sexual.

## Composición
Sus capas, desde la más externa a la más interna, son:
- Piel
- Dartos (muscular)[5]
- Fascia de Cooper
- Cremáster[6]
- Túnica fibrosa
- Túnica vaginal del testículo (dos hojas: visceral y parietal)

Nota: la siguiente capa sería la túnica albugínea que no pertenece al escroto sino al testículo.

## Función

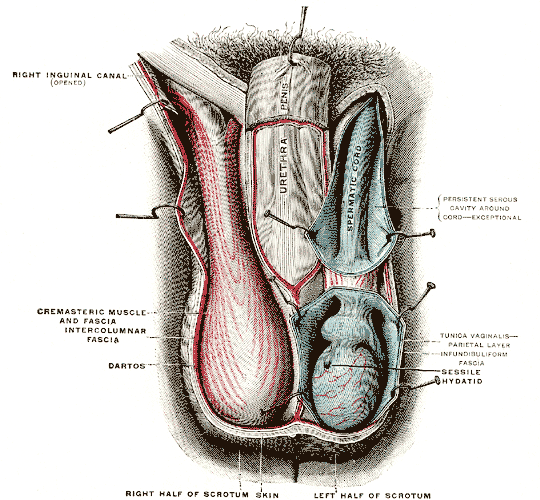
Escroto. A la izquierda la cavidad de la túnica vaginal ha sido abierta; en la derecha solo las capas superficiales del cremáster han sido eliminadas.

Tiene siete capas, de las cuales dos son musculares.De estas dos últimas, la más superficial es el dartos y la más profunda el cremáster. La primera frunce la piel y la segunda eleva los testículos aproximándolos al abdomen. Estos músculos se contraen ante estímulos variados, sobre todo ante el frío. La piel que recubre el escroto es extremadamente flexible.
Al variar la temperatura exterior, la capa superficial el dartos le permite movimientos al saco escrotal para acercar o alejar a los testículos del cuerpo y así mantenerlos a la temperatura ideal para la producción de los espermatozoides. Los testículos están alojados fuera del abdomen porque requieren de una temperatura baja para lograr que los espermatozoides maduren adecuadamente. La piel del escroto es más sensible ante el frío y el calor que la de otras zonas del organismo. También proporciona la temperatura necesaria para el desarrollo de los espermatozoides.

## Origen

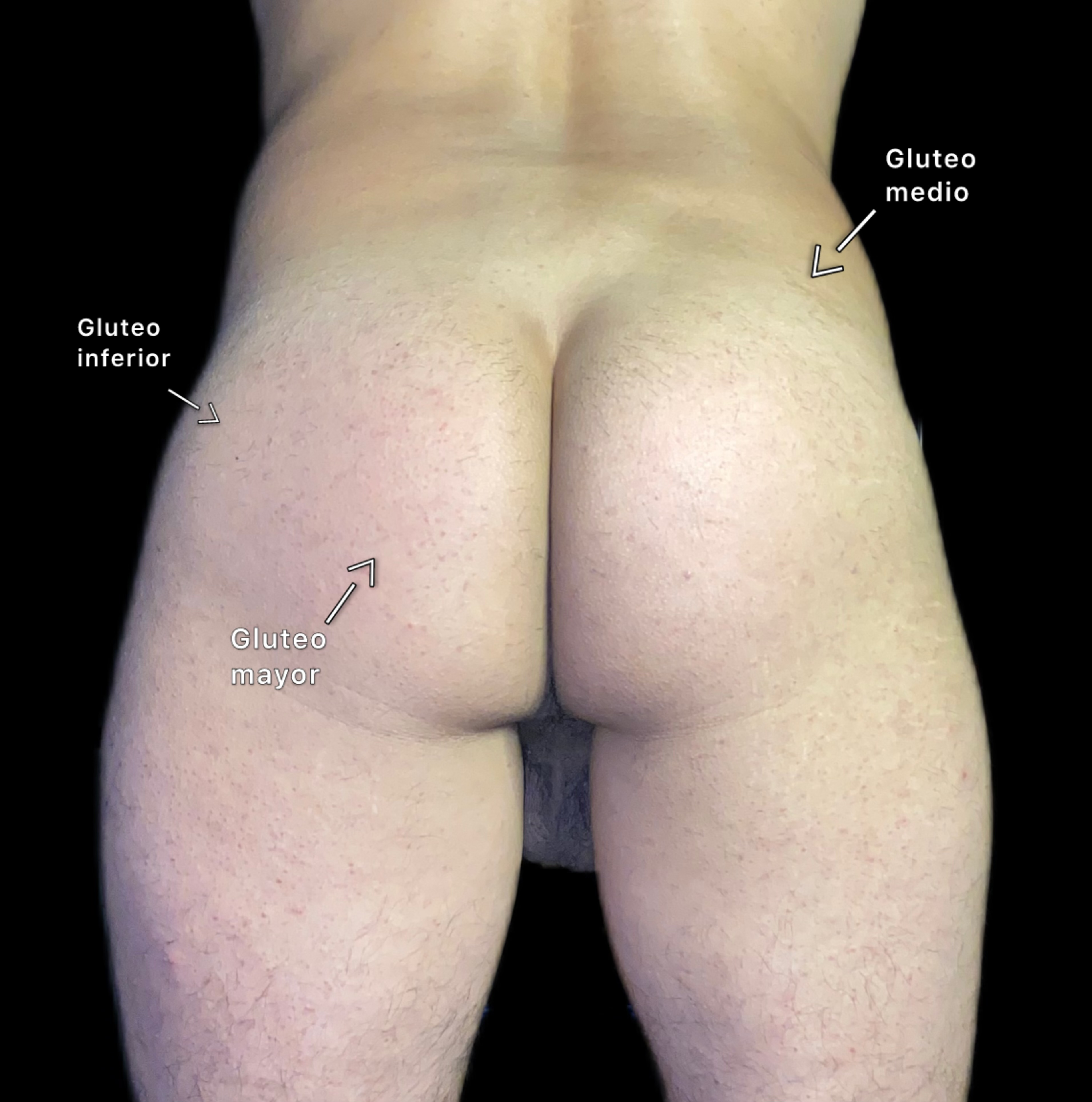
Vista posterior del escroto bajo las diferentes secciones del glúteo

Los testículos no están desde siempre en el escroto, estos se encuentran en el abdomen a los lados de la columna hasta los tres meses de vida, tiempo en el cual comienzan a migrar hasta el saco escrotal, a través del conducto inguinal, en este trayecto, los testículos arrastran fibras musculares y fascias lo que finalmente dará origen a las capas ya nombradas del escroto.